# Anja Jardine
Anja Jardine (* 1967 in Pinneberg) ist eine deutsche Journalistin und Autorin.

## Leben
Jardine verbrachte ihre Kindheit teilweise in Brasilien und Thailand. Sie war Volontärin bei einer Fachzeitschrift, studierte dann Wirtschaft, besuchte die Henri-Nannen-Schule und arbeitete als Filmemacherin für Radio Bremen TV. Darauf war sie Redakteurin beim Zeit Magazin (später "Zeit Leben"), beim Spiegel und dem Wirtschaftsmagazin brand eins. Seit 2005 arbeitet sie für die Neue Zürcher Zeitung, zuerst für das NZZ Folio, seit 2016 als Reporterin für die NZZ.
Mit ihrer Kurzgeschichte Badjnars Augen belegte Jardine 1999 den dritten Platz beim Bettina-von-Arnim-Preis. 2008 erschien im Verlag Kein & Aber ihr Erzählband Als der Mond vom Himmel fiel, der für den Schweizer Buchpreis nominiert wurde. Für ihre Reportagereihe Die Kinder von 5010 erhielt sie 2019 den Zweiten Preis beim Swiss Press Award.